# Valérie Leboutte
Pour les articles homonymes, voir Leboutte.
Valérie Leboutte, née le 9 avril 1966 à Bruxelles, est une actrice belge.

## Biographie
Elle a notamment joué le rôle de Ben dans Le Tuteur pendant quatre ans, entre 2004 et 2008.
Elle est aussi connue pour avoir joué le rôle d'Eva Cabestany dans Plus belle la vie pendant 31 épisodes durant l'été 2005,.

## Filmographie
- 1987 : Mon bel amour, ma déchirure
- 1988 : Une affaire de femmes : Marcelle
- 1989 : J'aurais jamais dû croiser son regard : Lovely Rita
- 1989 : Les Sirènes de minuit (TV)
- 1990 : Ripoux contre ripoux : la pute du Gypsy
- 1991 : Les Cinq Dernières Minutes (TV)
  - Une mer bleue de sang  (épisode)
- 1991 : Riviera (TV) : Béatrice, jeune
- 1992 : C'est mon histoire: Un enfant tant désiré (TV) : Ginou
- 1995 : Quatre pour un loyer (TV)
- Chien et chat (TV)
  - La Faute  (épisode, 1995) : Muriel
  - L'Embrouille  (épisode, 1994)
  - Chien et chat  (épisode, 1992)
- 1996 : Les chiens ne font pas des chats (TV) : Nathalie
- 1997 : Julie Lescaut, épisode 4 saison 6, Cellules mortelles de Charlotte Brändström : Brigatti
- 1997 : L'Instit (TV), épisode 4-05, Frères de sang, de Williams Crépin : Françoise
- 1998 : Une semaine au salon (TV) : la jeune candidate
- 1998 : Louise et les Marchés (TV) : Marie Richard
- 1999 : Le Rendez-vous
- 1999 - 2001 : Boulevard du Palais (TV)
  - Une justice en béton (épisode, 2001) : Maryse
  - L'Affaire Muller (épisode, 2001) : Maryse
  - La Jeune morte (épisode, 2000) : Maryse
  - La Guerre des nerfs (épisode, 2000) : Maryse
  - Le Prix d'un enfant (épisode, 1999) : Maryse
  - La Jeune Fille et la Mort (épisode, 1999) : Maryse
- 2000 : Una Storia qualunque (TV) : Béatrice
- 2000 : Docteur Sylvestre
  - Le Don d'un frère  (épisode) : Manon Béart
- 2002 : Ma femme est une actrice : Young sexy girl
- 2002 : L'Été rouge  (mini) (TV) : Marion Ducleau
- 2002 : Action Justice (TV)
  - Une mère indigne (épisode) : Barbara Gaubert
- 2002 : Commissariat Bastille (TV)
  - Le blouson rouge (épisode) : la psy
- 2002 : Avocats et Associés (TV)
  - Bourreaux d'enfants (épisode) : Ségolène
- 2003 : Louis Page (TV)
  - L'Orphelin (épisode) : Anna
- 2003 : Sept ans de mariage : la mariée
- 2003 : Qu'elle est belle la quarantaine !  (TV) : Christelle
- 2004 : Zodiaque : ex-compagne du commissaire Keller
- 2004 : Table rase (TV) : Nora
- 2004 : Dans la tête du tueur (TV) : Emmanuelle Forest
- 2004 - 2008 : Le Tuteur (série ) : Bénédicte Saint-André, dite Ben
- 2005 : Brasier (TV) : Parent
- 2005 : Adèle et Kamel (TV) : Kimberley
- 2005 : Plus belle la vie (TV) : Eva Cabestany (saison 1)
- 2006 : Poussière d'amour (TV) : Patricia
- 2006 : La Dérive des continents (TV) : Géraldine
- 2006 : Mafiosa, le clan (2 épisodes)
- 2006 : Poison d'avril (TV) : Alexandra
- 2007 : Le Cœur des hommes 2 : la fille ex aequo
- 2007 : Tombé d'une étoile de Xavier Deluc
- 2008 : Pas de secrets entre nous (TV) : Mylène
- 2011 : De force : Chantal Médinot
- 2013 : Section de recherches (TV) : Vanessa Lambert
- 2014 : Nos chers voisins (TV) : une infirmière de M. Lambert
- 2015 : La Stagiaire (TV) : Mme Roussel
- 2016 : Marseille : Hélène
- 2016 : Alliance rouge sang : Émilie Gilot
- 2017 : Meurtres à Aix-en-Provence : policière
- 2022 : Emily in Paris : une invitée
- 2022 : Crimes parfaits : Madame Vanderbuilt
- 2023 : Tout ça je tel donnerai : Marie
- 2024 : Cimetière Indien : Lila Benefro